# 64. ceremonia wręczenia nagród Grammy
64. ceremonia wręczenia nagród Grammy, prestiżowych amerykańskich nagród muzycznych wręczanych przez Narodową Akademię Sztuki i Techniki Rejestracji odbyła się w niedzielę, 3 kwietnia 2022 roku. Gala miała miejsce po raz dwudziesty na arenie MGM Grand Garden Arena w Las Vegas w Nevada. Nominacje zostały ogłoszone w czasie transmisji na żywo 23 listopada 2021 roku. Prowadzącym galę został Trevor Noah. Najwięcej nominacji uzyskał Jon Batiste – 11, tuż za nim z 8 nominacjami znaleźli się Doja Cat, H.E.R. oraz Justin Bieber.
Uroczystość pierwotnie zaplanowano na 31 stycznia 2022 roku, jednak na początku stycznia organizatorzy przełożyli ceremonię na 3 kwietnia 2022 roku z powodu pandemii COVID-19 oraz wzrostu nowych przypadków wariantu koronawirusa Omikron.

## Nagrody i nominacje
Zwycięzcy zostali wymienieni jako pierwsi oraz wyróżnieni pogrubioną czcionką

### Obszar generalny
| Nagranie roku | Album roku |
| --- | --- |
| - „Leave the Door Open” – Silk Sonic - „I Still Have Faith in You” – ABBA - „Freedom” – Jon Batiste - „I Get a Kick Out of You” – Tony Bennett i Lady Gaga - „Peaches” – Justin Bieber featuring Daniel Caesar i Giveon - „Right on Time” – Brandi Carlile - „Kiss Me More” – Doja Cat featuring SZA - „Happier Than Ever” – Billie Eilish - „Montero (Call Me By Your Name)” – Lil Nas X - „Drivers License” – Olivia Rodrigo | - We Are – Jon Batiste - Love for Sale – Tony Bennett i Lady Gaga - Justice (Triple Chucks Deluxe) – Justin Bieber - Planet Her – Doja Cat - Happier Than Ever – Billie Eilish - Back of My Mind – H.E.R. - Montero – Lil Nas X - Sour – Olivia Rodrigo - Evermore – Taylor Swift - Donda – Kanye West |
| Piosenka roku | Najlepszy nowy artysta |
| - „Leave the Door Open” – Silk Sonic - „Bad Habits” – Ed Sheeran - „A Beautiful Noise” – Brandi Carlile, Alicia Keys - „Drivers License” – Olivia Rodrigo - „Fight for You” – H.E.R. - „Happier Than Ever” – Billie Eilish - „Kiss Me More” – Doja Cat - „Montero (Call Me by Your Name)” – Lil Nas X - „Peaches” – Justin Bieber - „Right on Time” – Brandi Carlile                                                           | - Olivia Rodrigo - Arooj Aftab - Jimmie Allen - Baby Keem - Finneas - Glass Animals - Japanese Breakfast - The Kid Laroi - Arlo Parks - Saweetie |

### Pop
| Najlepszy występ popowy, solo | Najlepszy występ popowy w duecie/grupowy |
| --- | --- |
| - „Drivers License” – Olivia Rodrigo - „Anyone” – Justin Bieber - „Right on Time” – Brandi Carlile - „Happier Than Ever” – Billie Eilish - „Positions” – Ariana Grande                                                        | - „Kiss Me More” – Doja Cat featuring SZA - „I Get a Kick Out of You” – Tony Bennett i Lady Gaga - „Lonely” – Justin Bieber i Benny Blanco - „Butter” – BTS - „Higher Power” – Coldplay |
| Najlepszy popowy album tradycyjny | Najlepszy album popowy |
| - Love for Sale – Tony Bennett i Lady Gaga - Til We Meet Again (Live) – Norah Jones - A Tori Kelly Christmas – Tori Kelly - Ledisi Sings Nina – Ledisi - That’s Life – Willie Nelson - A Holly Dolly Christmas – Dolly Parton | - Sour – Olivia Rodrigo - Justice (Triple Chucks Deluxe) – Justin Bieber - Planet Her (Deluxe) – Doja Cat - Happier Than Ever – Billie Eilish - Positions – Ariana Grande               |

### Dance/Electronic
| Najlepsze nagranie muzyki dance | Najlepszy album muzyki dance/elektronicznej |
| --- | --- |
| - „Alive” – Rüfüs Du Sol - „Hero” – Afrojack i David Guetta - „Loom” – Ólafur Arnalds featuring Bonobo - „Before” – James Blake - „Heartbreak” – Bonobo i Totally Enormous Extinct Dinosaurs - „You Can Do It” – Caribou - „The Business” – Tiësto | - Subconsciously – Black Coffee - Fallen Embers – Illenium - Music is the Weaon (Reloaded) – Major Lazer - Shockwave – Marshmello - Free Love – Sylvan Esso - Judgement – Tan City |

### Rock
| Najlepszy występ rockowy | Najlepszy występ metalowy |
| --- | --- |
| - „Making a Fire” – Foo Fighters - „Shot in the Dark” – AC/DC - „Know You Better” (Live from Capitol Studio A) – Black Pumas - „Nothing Compares 2 U” – Chris Cornell - „Ohms” – Deftones | - „The Alien” – Dream Theater - „Genesis” – Deftones - „Amazonia” – Gojira - „Pushing the Tides” – Mastodon - „The Triumph of King Freak (A Crypt of Preservation and Superstition)” – Rob Zombie   |
| Najlepsza piosenka rockowa | Najlepszy album rockowy |
| - „Waiting on a War” – Foo Fighters - „All My Favorite Songs” – Weezer - „The Bandit” – Kings of Leon - „Distance” – Mammoth WVH - „Find My Way” – Paul McCartney                         | - Medicine at Midnight – Foo Fighters - Power Up – AC/DC - Capitol Cuts – Live from Studio A – Black Pumas - No One Sings Like You Anymore, Vol. 1 – Chris Cornell - McCartney III – Paul McCartney |

### Rap
| Najlepszy występ rapowy | Najlepszy występ rapowy/śpiewany |
| --- | --- |
| - „Family Ties” – Baby Keem featuring Kendrick Lamar - „Up” – Cardi B - „My. Life” – J. Cole featuring 21 Savage i Morray - „Way 2 Sexy” – Drake featuring Future i Young Thug - „Thoot S***” – Megan Thee Stallion                     | - „Hurricane” – Kanye West featuring the Weeknd i Lil Baby - „Pride. is. the. Devil” – J. Cole featuring Lil Baby - „Need to Know” – Doja Cat - „Industry Baby” – Lil Nas X - „Wusyaname” – Tyler, the Creator featuring YoungBoy Never Broke Again i Ty Dolla $ign |
| Najlepsza piosenka rapowa | Najlepszy album hip-hopowy |
| - „Jail” – Kanye West featuring Jay-Z - „Bath Salts” – DMX featuring Jay-Z i Nas - „Best Friend” – Saweetie featuring Doja Cat - „Family Ties” – Baby Keem featuring Kendrick Lamar - „My. Life” – J. Cole featuring 21 Savage i Morray | - Call Me If You Get Lost – Tyler, the Creator - The Off Season – J. Cole - Certified Lover Boy – Drake - King’s Disease II – Nas - Donda – Kanye West |

### R&B
| Najlepsza piosenka R&B | Najlepszy album R&B |
| --- | --- |
| - „Leave the Door Open” – Silk Sonic - „Damage” – H.E.R. - „Good Days” – SZA - „Heartbreak Anniversary” – Giveon - „Pick Up Your Feelings” – Jazmine Sullivan                                                                                      | - Heaux Tales – Jazmine Sullivan - Temporary Highs in the Violet Skies – Snoh Aalegra - We Are – Jon Batiste - Gold-Diggers Sound – Leon Bridges - Back of My Mind – H.E.R.                                                                                                  |
| Najlepszy występ R&B | Najlepszy występ tradycyjny R&B |
| - „Leave the Door Open” – Silk Sonic - „Pick Up Your Feelings” – Jazmine Sullivan - „Lost You” – Snoh Aalegra - „Peaches” – Justin Bieber featuring Daniel Caesar i Giveon - „Damage” – H.E.R.                                                     | - „Fight for You” – H.E.R. - „I Need You” – Jon Batiste - „Bring It On Home to Me” – BJ The Chicago Kid, PJ Morton i Kenyon Dixon featuring Charlie Bereal - „Born Again” – Leon Bridges featuring Robert Glasper - „How Much Can a Heart Take” – Lucky Daye featuring Yebba |
| Najlepszy album typu urban contemporary | |
| - Table for Two – Lucky Daye - New Light – Eric Bellinger - Something To Say – Cory Henry - Mood Valiant – Hiatus Kaiyote - Dinner Party – Terrace Martin, Robert Glasper, 9th Wonder eKamasi Washington - Studying Abroad: Extended Stay – Masego | |

### Country
| Najlepszy występ country, solo | Najlepszy występ country w duecie/grupowy |
| --- | --- |
| - „You Should Probably Leave” – Chris Stapleton - „Forever After All” – Luke Combs - „Remember Her Name” – Mickey Guyton - „All I Do Is Drive” – Jason Isbell - „Camera Roll” – Kacey Musgraves              | - „Younger Me” – Brothers Osborne - „If I Didn’t Love You” – Jason Aldean i Carrie Underwood - „Glad You Exist” – Dan + Shay - „Chasing After You” – Ryan Hurd i Maren Morris - „Drunk (And I Don’t Wanna Go Home)” – Elle King i Miranda Lambert |
| Najlepsza piosenka country | Najlepszy album country |
| - „Cold” – Chris Stapleton - „Better Than We Found It” – Maren Morris - „Camera Roll” – Kacey Musgraves - „Country Again” – Thomas Rhett - „Fancy Like” – Walker Hayes - „Remember Her Name” – Mickey Guyton | - Starting Over – Chris Stapleton - Skeletons – Brothers Osborne - Remember Her Name – Mickey Guyton - The Marfa Tapes – Miranda Lambert, Jon Randall i Jack Ingram - The Ballad of Dood and Juanita – Sturgill Simpson                           |

### Muzyka alternatywna
| Najlepszy album alternatywny | Najlepszy album alternatywny |
| --- | ---------------------------- |
| - Daddy’s Home – St. Vincent - Shore – Fleet Foxes - If I Can’t Have Love, I Want Power – Halsey - Jubilee – Japanese Breakfast - Collapsed in Sunbeams – Arlo Parks |                              |

### Reggae
| Najlepszy album muzyki reggae | Najlepszy album muzyki reggae |
| --- | ----------------------------- |
| - Beauty in the Silence – SOJA - Pamoja – Etana - Positive Vibration – Gramps Morgan - Live N Livin – Sean Paul - Royal – Jesse Royal - 10 – Spice |                               |

### World Music
| Najlepszy album World Music | Najlepszy album World Music |
| --- | --------------------------- |
| - Mother Nature – Angelique Kidjo - Voice Of Bunbon, Vol. 1 – Rocky Dawuni - East West Players Presents: Daniel Ho & Friends Live In Concert – Daniel Ho i Friends - Legacy + – Femi Kuti i Made Kuti - Made In Lagos: Deluxe Edition – WizKid |                             |

### Dzieci
| Najlepszy album dziecięcy | Najlepszy album dziecięcy |
| --- | ------------------------- |
| - A Colorful World – Falu - Actívate – 123 Andrés - All One Tribe – 1 Tribe Collective - Black To The Future – Pierce Freelon - Crayon Kids – Lucky Diaz i The Family Jam Band |                           |

### Media wizualne
| Najlepsza ścieżka dźwiękowa do medium wizualnego | Najlepsza ścieżka dźwiękowa – kompilacja do medium wizualnego |
| --- | --- |
| - Gambit królowej – Carlos Rafael Rivera (kompozytor) - Co w duszy gra – Jon Batiste, Trent Reznor i Atticus Ross (kompozytorzy) - Bridgertonowie – Kris Bowers (kompozytor) - Diuna – Hans Zimmer (kompozytor) - The Mandalorian sezon 2 (odcinki 13 i 16) – Ludwig Göransson (kompozytor) | - The United States vs. Billie Holiday – Andra Day - Cruella – różni wykonawcy - Dear Evan Hansen – różni wykonawcy - In the Heights: Wzgórza marzeń – różni wykonawcy - Pewnej nocy w Miami... – różni wykonawcy - Respekt – królowa soul – Jennifer Hudson - Schmigadoon! (odcinek 1) – różni wykonawcy |
| Najlepszy utwór stworzony do medium wizualnego | |
| - „All Eyes on Me” – Bo Burnham z filmu Bo Burnham: Inside - „Agatha All Along” – Kristen Anderson-Lopez i Robert Lopez z filmu WandaVision - „All I Know So Far” – Alecia Moore, Benj Pasek i Justin Paul z filmu Pink: All I Know So Far - „Fight For You” – Dernst Emile II, H.E.R. i Tiara Thomas z filmu Judasz i Czarny Mesjasz - „Here I Am (Singing My Way Home)” – Jamie Hartman, Jennifer Hudson i Carole King z filmu Respekt – królowa soul - „Speak Now” – Sam Ashworth i Leslie Odom, Jr. z filmu Pewnej nocy w Miami... | |